# ساسولی (شهرستان زابل)
ساسولی ، روستایی است از توابع بخش مرکزی شهرستان نیمروز شهرستان نیمروز در استان سیستان و بلوچستان.
این روستا در دهستان دوست محمد قرار دارد و بر اساس سرشماری سال ۱۳۸۵ جمعیت آن (۱۱۵ خانوار) ۵۶۸ نفر 
بوده است.

## منبع
1. ↑  «نتایج سرشماری ایران در سال ۱۳۸۵». درگاه ملی آمار. بایگانی‌شده از روی نسخه اصلی در ۲۱ آبان ۱۳۹۲.

((طبق